# WiR
Wikimedijalac u rezidenciji (EN: Wikimedian in residence, skraćeno WiR) je osoba koja surađuje s organizacijom po pitanjima Wikimedija (ili samo Wikipedije, kao Wikipedijac). 
Oni pomažu u organizaciji/instituciji domaćinu oko razumijevanja Wikipedije i Wikimedija, sestrinskih projekata Wikipedije, koji uključuju Wikimedijin djeljeni poslužitelj, Wikipodatci, Wikizvor i druge. WiR-ovi obično ne pišu u Wikipediji o organizaciji u kojoj rade, već pomažu stručnjacima da pišu o stvarima koje znaju.
WiR-ovi rade s različitim vrstama organizacija no najčešće su to GLAM-ovi (galerije, knjižnice, arhivi i muzeji) ili obrazovne institucije poput sveučilišta. Zdenko Denny Vrandečić je bio WiR u Googleu. WiR-ovi ponekad rade u nekoliko organizacija, te ih se može nazvati "Wikmedian at large"  ili u slobodnom prijevodu Wikimedijalac za opću dostupnost. Na primjer, jedan takav je radio širom Novog Zelanda. Neke WiR-ove plaća organizacija u kojoj rade ili organizacija povezana s Wikimedijom, no neki su i volonteri.

## Povijest
Prvi WiR bio je u Britanskom muzeju 2010. godine. Do 2016. je bilo više od 100, a 2020. više od 220 WiR-ova. Prvi zabilježeni WiR u Hrvatskoj je Gradskoj knjižnici Rijeka 2020. godine.

## Druge stranice
- Opće informacije o WiR-u na Wikimedija Meta
- Mreža razmjena WiR - gdje WiR-ovi mogu pomoći jedni drugima.